# Cmentarz parafialny w Berżnikach
Rzymskokatolicki cmentarz parafialny w Berżnikach – zabytkowy cmentarz parafii Wniebowzięcia Najświętszej Maryi Panny w Berżnikach otwarty w I połowie XIX wieku.
Na cmentarzu znajdują się kwatery żołnierzy polskich i litewskich poległych 22 i 23 września 1920 roku w czasie bitwy niemeńskiej, 8 ułanów z 24 batalionu Korpusu Ochrony Pogranicza zamordowanych 24 września 1939 r. na placówce w Stanowisku przez Armię Czerwoną i mogiła zbiorowa 20 ofiar terroru niemieckiego zamordowanych w Berżnikach 18 maja 1944 roku oraz zabytkowa kaplica cmentarna z 1846 roku – obecnie Kaplica Pamięci Narodowej (nr rej. A-77 z 22 kwietnia 2004 r.).
Cmentarz parafialny w Berżnikach znajduje się w rejestrze zabytków województwa podlaskiego pod numerem 678 z 26 sierpnia 1989 roku.